# Milan Indoor 1992
Il Milan Indoor 1992 è stato un torneo di tennis giocato sul sintetico indoor. È stata la 15ª edizione del Milan Indoor, che fa parte della categoria World Series nell'ambito dell'ATP Tour 1992.
Si è giocato a Milano, Italia, dal 3 al 9 febbraio 1992.

## Campioni

### Singolare
Omar Camporese ha battuto in finale  Goran Ivanišević con il punteggio di 3–6, 6–3, 6–4

### Doppio
Neil Broad /  David Macpherson hanno battuto in finale  Sergio Casal /  Emilio Sánchez con il punteggio di 5–7, 7–5, 6–4